# Volkswagen Group
Volkswagen AG, mednarodno poznan pod imenom Volkswagen Group je nemški proizvajalec avtomobilov in eno od največjih globalnih avtomobilskih podjetij z 94 proizvodnimi obrati v 26 državah sveta. Njena podružnična podjetja predstavljajo zelo znane znamke, kot so Audi, Bentley, Bugatti, Ducati, Lamborghini, MAN, Neoplan, Porsche, Scania, SEAT, Škoda in Volkswagen sam, kjer dnevno izdelajo 34,500 vozil iz skupine Volkswagen ter so prisotni v 153 državah sveta. Po analitičnih podatkih družbe OICA je bila skupina Volkswagen v letu 2011 s prodanimi 8,265 milijoni avtomobilov drugi največji proizvajalec avtomobilov na svetu z 12,3% tržnim deležem med osebnimi vozili, takoj za ameriško skupino GM, ki je prodala 9,01 milijona vozil.

## Zanimivosti
Z modelom Golf, ki je bil predstavljen v začetku leta 1974, pa vse do danes, je bilo izdelanih preko 25,5 milijona vozil, predstavljenega v sedmih generacijah, s čimer so presegli svoj uspeh legendarnega "hrošča", ki so ga izdelali okoli 23,5 milijona primerkov, vključno z novejšim modelom Beetle.

## Vodstvo
- 1945–1948: Ivan Hirst
- 1948–1967: Heinrich Nordhoff
- 1968–1971: Kurt Lotz
- 1971–1975: Rudolf Leiding
- 1975–1982: Toni Schmucker
- 1982–1993: Carl Hahn
- 1. januar 1993 – 16. april 2002: Ferdinand Piëch
- 16. april 2002 – 31. december 2006: Bernd Pischetsrieder
- 1. januar 2007 – danes: Martin Winterkorn